# Usina Hidrelétrica de Porto Colômbia
A Usina Hidrelétrica de Porto Colômbia está localizada no Rio Grande, na divisa entre os municípios de Planura (MG) e Guaíra (SP).

## Características
Tem capacidade de geração de 328 MW, a partir de um desnível máximo de 18,9m.
Seu reservatório ocupa uma área máxima de 143 Km2, com nível máximo operacional a 467,2 m do nível do mar. Seu nível mínimo operacional é de 465,5 m do nível do mar.
É considerada uma usina hidrelétrica a fio d'água.
Sua operação comercial teve início em junho de 1973.